# Trattato di sicurezza tra Stati Uniti e Giappone
Il trattato di sicurezza tra Stati Uniti e Giappone (in inglese Security treaty between the United States and Japan) era un trattato firmato l'8 settembre 1951 a San Francisco in California, dai rappresentanti degli Stati Uniti e del Giappone, in concomitanza con il Trattato di San Francisco che pose fine alla seconda guerra mondiale in Asia.
Il trattato fu stabilito come condizione per porre fine all'occupazione del Giappone e ripristinare la sovranità del Giappone come nazione. Ha avuto l'effetto di stabilire un'alleanza militare duratura tra gli Stati Uniti e il Giappone.
L'accordo conteneva cinque articoli che stabilivano che il Giappone avrebbe consentito agli Stati Uniti di continuare a mantenere basi militari sul suolo giapponese anche dopo la fine dell'occupazione. L'accordo proibiva al Giappone di fornire a potenze straniere basi o diritti militari senza il consenso degli Stati Uniti. Inoltre permetteva agli Stati Uniti di utilizzare forze militari di stanza in Giappone senza previa consultazione con il governo giapponese, ma non menzionava alcun obbligo per le forze statunitensi di difendere il Giappone in caso di attacco.
L'accordo fu ratificato dal Senato degli Stati Uniti il 20 marzo 1952, e fu firmato come legge statunitense dal presidente degli Stati Uniti Harry Truman il 15 aprile 1952. Il trattato entrò in vigore il 28 aprile 1952, in concomitanza con l'attuazione del Trattato di San Francisco che pose fine all'occupazione.
Fu considerato scaduto e sostituito dal Trattato di mutua cooperazione e sicurezza tra Stati Uniti e Giappone del 1960 che prevedeva l'obbligo reciproco di difesa, e un rapporto paritario fra le due nazioni firmatarie.

## Critiche e opposizione
La natura del trattato fu percepita come iniqua e non paritaria, e provocò perciò una vigorosa opposizione dell'opinione pubblica in Giappone, culminata con l'incidente del "sanguinoso primo maggio" avvenuto il 1° maggio 1952.

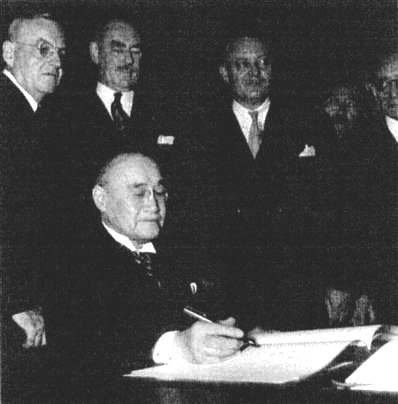
Il primo ministro Shigeru Yoshida mentre firma il trattato.

Sia la sinistra che la destra in Giappone invocarono la revisione dell'umiliante trattato, e sebbene inizialmente gli Stati Uniti resistessero alle pressioni per cambiare il trattato, nel corso degli anni '50, in Giappone sorse un massiccio movimento contro le basi militari statunitensi, che provocò incidenti importanti. Di conseguenza, il governo degli Stati Uniti fu costretto a riconoscere che le basi statunitensi in Giappone potevano essere rese inutilizzabili dall'opposizione popolare e alla fine accettò di negoziare una revisione completa del  trattato a cominciare dal 1957.